# Mitchell Nye
Mitchell Nye (14 de junho de 1998) é um ator norte-americano. Ele é mais conhecido por seu papel como "Dean Lipvanchuk" no filme de 2005, The Life and Hard Times of Guy Terrifico.

## Filmografia
| Filmes | Filmes                                   | Filmes                                   | Filmes                     |
| Ano    | Título Original                          | Título (Brasil)                          | Papel                      |
| ------ | ---------------------------------------- | ---------------------------------------- | -------------------------- |
| 2005   | The Life and Hard Times of Guy Terrifico | The Life and Hard Times of Guy Terrifico | Dean Lipvanchuk            |
| 2005   | Murder in the Hamptons                   | Murder in the Hamptons                   | Gregory (aos 4 - para TV)  |
| 2006   | Playing House                            | Playing House                            | Casey (para TV)            |
| 2006   | Spoonfed                                 | Spoonfed                                 | Thomas                     |
| 2008   | Blindness                                | Ensaio Sobre a Cegueira                  | Garoto                     |
| 2009   | A Good Meal                              | A Good Meal                              | Carl                       |
| 2010   | GravyTrain                               | GravyTrain                               | Charles Gravytrain (jovem) |
| Séries |                                          |                                          |                            |
| Ano    | Título                                   | Papel                                    | Notas                      |
| 2006   | Angela's Eyes                            | Jerry (jovem)                            | 1 episódio                 |
| 2007   | Across the River to Motor City           | Frank Calasso Jr.                        | 3 episódios                |